# Saint-Gein
Saint-Gein is een gemeente in het Franse departement Landes (regio Nouvelle-Aquitaine) en telt 394 inwoners (1999). De plaats maakt deel uit van het arrondissement Mont-de-Marsan.

## Geografie
De oppervlakte van Saint-Gein bedraagt 17,8 km², de bevolkingsdichtheid is 22,1 inwoners per km².
De onderstaande kaart toont de ligging van Saint-Gein met de belangrijkste infrastructuur en aangrenzende gemeenten.

## Demografie
Onderstaande figuur toont het verloop van het inwonertal (bron: INSEE-tellingen).